# Katharina Lopinski
Katharina Lopinski, bürgerlich auch Katharina Fantl-Lopinski, (* 17. Februar 1945 in Hildesheim) ist eine deutsche Synchronsprecherin, Schauspielerin sowie Hörspielsprecherin.

## Leben und Karriere
Katharina Lopinski erhielt ihre Schauspielausbildung an der Otto Falckenberg Schule in München und spielte nach ihrem Abschluss unter anderem an Theatern in Frankfurt am Main und unter Peter Palitzsch am Staatstheater Stuttgart. Neben ihrer Tätigkeit als Theaterschauspielerin war Lopinski unter anderem auch in den deutschen Kriminalfernsehserien Hamburg Transit und Tatort zu sehen.
Katharina Lopinski ist der breiteren Öffentlichkeit vor allem als Synchronsprecherin bekannt. Sie lieh unter anderem Jamie Lee Curtis, Olivia de Havilland, Julie Walters und Madeline Kahn ihre Stimme. Außerdem sprach sie, neben ihrer Standardstimme Petra Barthel, auch häufiger Julianne Moore. Sie ist zudem die deutsche Stimme von Lois Griffin (im Original Alex Borstein) in Family Guy.
1974 heiratete Katharina Lopinski den tschechisch-deutschen Regisseur Thomas Fantl (1928–2001).
Katharina Lopinski lebte und arbeitete als Synchronsprecherin lange Zeit in München, ist inzwischen aber vor allem in Berlin tätig.

## Filmografie (Auswahl)
- 1971: Hamburg Transit – Blondinen im Schussfeld
- 1971: Jaider – der einsame Jäger
- 1974: Tatort – Eine todsichere Sache (TV-Reihe)
- 1978: Geschichten aus der Zukunft (Fernsehserie)
- 1978: Die unsterblichen Methoden des Franz Josef Wanninger (Fernsehserie)
- 1979: Die Magermilchbande

## Synchronarbeiten (Auswahl)
Julie Walters
- 2001: Harry Potter und der Stein der Weisen als Mrs. Molly Weasley
- 2002: Harry Potter und die Kammer des Schreckens als Mrs. Molly Weasley
- 2004: Harry Potter und der Gefangene von Askaban als Mrs. Molly Weasley
- 2006: Driving Lessons – Mit Vollgas ins Leben als Evie Walton
- 2007: Harry Potter und der Orden des Phönix als Mrs. Molly Weasley
- 2009: Harry Potter und der Halbblutprinz als Mrs. Molly Weasley
- 2010: Harry Potter und die Heiligtümer des Todes – Teil 1 als Mrs. Molly Weasley
- 2011: Harry Potter und die Heiligtümer des Todes – Teil 2 als Mrs. Molly Weasley
- 2013: One Chance – Einmal im Leben als Yvonne
- 2019: Royal Corgi – Der Liebling der Queen als Queen Elizabeth II.

Julianne Moore
- 1997: Boogie Nights als Amber Waves / Maggie
- 1999: Magnolia als Linda Partridge
- 2002: Dem Himmel so fern als Cathy Whitaker
- 2007: Wilde Unschuld als Barbara Baekeland

Shelley Long
- 1989: Die Wilde von Beverly Hills als Phyllis Nefler
- 1990: Mit den besten Absichten als Lizzie Potts

Jamie Lee Curtis
- 1992: Forever Young als Claire Cooper
- 1996: Hausarrest als Janet Beindorf

Marion McCorry
- 2002: Signs – Zeichen als Mrs. Nathan
- 2010: All Beauty Must Die als Ann McCarthy

Catherine Deneuve
- 2012: Asterix & Obelix – Im Auftrag Ihrer Majestät als Reine Cordelia
- 2013: Madame empfiehlt sich als Bettie

### Filme
- 1978: Der unglaubliche Hulk: Verheiratet – Mariette Hartley als Dr. Carolyn Fields
- 1979: Tödliche Botschaft – Cybill Shepherd als Amanda Kelly
- 1980: Cataclysm – Der unendliche Alptraum – Faith Clift als Claire Hansen
- 1981: Da steht der ganze Freeway Kopf – Beverly D’Angelo als Carmen Odessa Shelby
- 1982: Der Kampfkoloß – Annie McEnroe als Corlie
- 1984: Sheena – Königin des Dschungels – Nancy Paul als Betsy Ames
- 1986: H.A.R.T. – Spezialeinheit 500 – Lisa Eichhorn als Casey
- 1987: Terminus – Karen Allen als Gus
- 1988: Zebo, der Dritte aus der Sternenmitte – Geena Davis als Valerie
- 1991: Skinner – lebend gehäutet – Dee Wallace-Stone als Suzanne
- 1993: Hocus Pocus – Kathy Najimy als Mary Sanderson
- 1994: Nur für Dich – Bonnie Hunt als Kate
- 1995: Pecos Bill – Ein unglaubliches Abenteuer im Wilden Westen – Catherine O’Hara als Calamity Jane
- 1997: Scream 2 – Laurie Metcalf als Debbie Salt / Mrs. Nancy Loomis
- 1998: Columbo: Das Aschenpuzzle – Sally Kellerman als Liz Houston
- 1998: Halloween H20 – Nancy Stephens als Marion Chambers
- 2000: Girls United – Sherry Hursey als Christine Shipman
- 2000: The Gift – Die dunkle Gabe – Rebecca Koon als Buddys Mutter
- 2003: Die Blume des Bösen – Nathalie Baye als Anne Charpin–Vasseur
- 2004: Ein Zuhause am Ende der Welt – Sissy Spacek als Alice Glover
- 2005: Do You Like Hitchcock? – Elena Maria Bellini als Rosanna, Giulios Mutter
- 2006: Lady Chatterley – Hélène Alexandridis als Mrs. Ivy Bolton
- 2008: Tics – Meine lästigen Begleiter – Patricia Heaton als Ellen Cohen
- 2012: Holy Motors – Édith Scob als Cèline
- 2014: Der große Trip – Wild – Jan Hoag als Annette
- 2015: Mad Max: Fury Road – Melita Jurisic als V-Melita
- 2015: Familie zu vermieten – Edith Scob als Madame Delalande
- 2016: Bad Moms – Martha Stewart als Martha Stewart
- 2018: Paterno – Kathy Baker als Sue Paterno
- 2020: Little Women – Jayne Houdyshell als Hannah
- 2020: Enola Holmes – Fiona Shaw als Miss Harrison
- 2020: The Prom – Tracey Ullman als Vera Glickman
- 2021: Halloween Kills – Nancy Stephens als Marion Chambers

### Serien
- 1970: Die Jetsons – Penny Singleton als Jane Jetson
- 1971–1974: Monty Python’s Flying Circus – Carol Cleveland als diverse
- 1983: Falcon Crest – Jamie Rose als Vickie Gioberti
- 1985: Buck Rogers – Erin Gray als Colonel Wilma Deering
- 1986–1988: Falcon Crest – Dana Sparks als Vickie Gioberti
- 1988: Unter der Sonne Kaliforniens – Kim Lankford als Ginger Ward
- 1988–1990: Die Ewoks – Cree Summer als Kneesaa
- 1991: Die besten Jahre – Patricia Wettig als Nancy Krieger Weston
- 1998–1999: Clueless – Die Chaos-Clique – Julie Brown als Coach Millie Deemer
- 1999–2011: South Park – Mona Marshall als Sheila Broflovski (1. Stimme)
- seit 2002: Family Guy – Alex Borstein als Lois Griffin
- 2003–2012: Reich und schön – Lesley-Anne Down als Jacqueline Marone Knight
- 2005: Higglystadt Helden – Edie McClurg als Fran
- 2008–2013: Damages – Im Netz der Macht – Debra Monk als Deniece Parsons
- 2013–2015, 2018: American Horror Story – Frances Conroy als Myrtle Snow
- 2013–2016: House of Cards – Jayne Atkinson als Catherine Durant
- 2014: Cedar Cove – Das Gesetz des Herzens – Paula Shaw als Charlotte Jeffers
- 2014–2016: Mr Selfridge – Kika Markham als Lois Selfridge
- 2015: Gracepoint – Jacki Weaver als Susan Wright
- 2015: Hank Zipzer – Felicity Montague als Miss Sour
- 2015–2018: Der gestiefelte Kater – Abenteuer in San Lorenzo – Maria Bamford als Die Herzogin
- 2015–2023: Navy CIS: L.A. für Pamela Reed als Roberta Deeks
- 2016–2022: Doc Martin – Stephanie Cole als Joan Norton
- 2016–2019: Life in Pieces – Dianne Wiest als Joan
- 2017: Made in Abyss – Youko Soumi als Belchero
- 2020: Breeders – Joanna Bacon als Jackie
- 2021: JoJo’s Bizarre Adventure: Battle Tendency – Ayako Kawasumi als Erina Joestar

## Hörspiele (Auswahl)
- 2014: Paddington: Das Original-Hörspiel zum Kinofilm, Oetinger Audio (Tonpool)
- 2017: Coco: Das Original-Hörspiel zum Kinofilm, Kiddinx Media GmbH (Coco – Lebendiger als das Leben!)
- 2018: Paddington 2 – Das Original-Hörspiel zum Kinofilm, Edel:Kids (Edel)
- Seit 2020: ab Folge 135 Bibi Blocksberg (als Oma Grete)